# Europäische Impfwoche
Die Europäische Impfwoche (EIW) ist eine jährliche, vom Regionalbüro für Europa der Weltgesundheitsorganisation (WHO/Europa) koordinierte Regionalinitiative, um die Immunisierung von Krankheiten, denen durch Impfung vorgebeugt werden kann, voranzutreiben. Die EIW findet im April jeden Jahres über den Zeitraum einer Woche statt. Das Motto der EIW lautet: Vorbeugen. Schützen. Impfen.

## Aktivitäten
EIW-Aktivitäten werden von den teilnehmenden Ländern (Mitgliedstaaten) der WHO-Region Europa durchgeführt. In der Vergangenheit zählten dazu folgende Maßnahmen: die Verbreitung von Informationsmaterialien über Impfungen, das Organisieren von Impfkampagnen, die Veranstaltung von Schulungen für Fachkräfte im Gesundheitswesen, die Planung von Workshops oder Konferenzen mit politischen Entscheidungsträgern zur Erörterung von Impffragen sowie die Abhaltung von Pressekonferenzen zu impfbezogenen Themen. Die Initiative hat sich ausgehend von Gesamtamerika und Europa zu einer globalen Impfaktion ausgeweitet (Weltimpfwoche).

## Zielsetzung
Die Initiative wirbt für die Botschaft, dass die Impfung eines jeden Kindes entscheidend dazu beiträgt, Krankheiten vorzubeugen und Leben zu schützen. Nach Angaben der WHO/Europa verfolgt die EIW drei Zielsetzungen: die Durchimpfung quer durch die gesamte Region Europa zu erhöhen, indem das öffentliche Bewusstsein über den Nutzen der Immunisierung gesteigert wird; die nationalen Impfsysteme zu fördern; und einen Rahmen zu schaffen für die Mobilisierung öffentlicher und politischer Unterstützung zugunsten von Impfbemühungen.

## Partner der EIW
Zu den an der EIW beteiligten Partnerorganisationen zählen unter anderem UNICEF, die Weltbank, die Maserninitiative (Measles & Rubella Initiative) und das Europäische Zentrum für die Prävention und die Kontrolle von Krankheiten (ECDC) sowie Rotary International. Aktivitäten auf nationaler und lokaler Ebene finden in den WHO-Mitgliedstaaten unter Einbeziehung weiterer Interessensvertreter statt.

## Schirmherrin der EIW
Mary von Dänemark ist die Schirmherrin des WHO-Regionalbüros für Europa und nimmt in dieser Eigenschaft an Aktivitäten in Verbindung mit der Europäischen Impfwoche teil. Zum Auftakt der EIW 2008 erklärte sie: „Jedes Kind hat ein Recht darauf, gesund aufzuwachsen und gegen Krankheiten geimpft zu werden, die sich so leicht bekämpfen lassen. Ich hoffe, dass die Länder innerhalb der Region schnell und wirksam darauf hinarbeiten, dass Kinder und Erwachsene, insbesondere Angehörige gefährdeter und schwer erreichbarer Gruppen, Zugang zu Impfmaßnahmen und zu grundlegenden Gesundheitsleistungen erhalten.“

## Europäische Impfwochen

### Europäische Impfwoche 2005–2009
Die Europäische Impfwoche wurde 2005 mit sechs Pilotländern initiiert. Die EIW 2009 wies eine Beteiligung von 36 Ländern in der WHO-Region Europa auf und bot als Besonderheit einen Zeichentrickfilm auf YouTube.

### Europäische Impfwoche 2010
Im Jahr 2010 fand die 5. EIW vom 24. April bis zum 1. Mai statt. Schwerpunkt der EIW 2010 war das Erreichen des regionalen Ziels einer Eliminierung von Masern und Röteln bis zum Jahresende. Die EIW 2010 fiel zeitlich mit der Impfwoche für Gesamtamerika und der Impfwoche in der Region Östliches Mittelmeer zusammen. Von den 52 Mitgliedstaaten der WHO-Region Europa beteiligten sich 47 an der Initiative.

### Europäische Impfwoche 2011
Die Europäische Impfwoche 2011 fand vom 23. bis zum 30. April statt. Im Gefolge von Polio-Ausbrüchen in der Europäischen Region im Jahr 2010 wählte die WHO/Europa das Motto „Shared solutions to common threats“, um zu verdeutlichen, dass allgemeine Bedrohungen nur mit gemeinsamen Lösungen zu bewältigen sind. Die Ausbrüche zeigten sehr deutlich, dass im Falle einer Verbreitung von impfpräventablen Krankheiten gemeinsame Grenzen zu allgemeinen Bedrohungen führen. Eines der besten Mittel zur Bekämpfung dieser Bedrohungen besteht darin, die Verantwortung für Impfungen gemeinsam zu schultern, besonders auf der subregionalen Ebene. Die EIW 2011 unterstrich die Bedeutung der Zusammenarbeit und des Austauschs sowohl von Erfahrungen als auch von Lösungen, um impfpräventable Krankheiten in der Europäischen Region unter Kontrolle zu halten. Von den 53 Mitgliedstaaten der WHO-Region Europa beteiligten sich 52 an der Europäischen Impfwoche 2011. In ihrer Eigenschaft als Sonderbeauftragte für Impffragen des WHO-Regionalbüros für Europa wohnte dem regionalen Start der Initiative Ihre Königliche Hoheit Prinzessin Mathilde von Belgien bei.

### Europäische Impfwoche 2012
Im Jahr 2012 wurde die Europäische Impfwoche vom 21. bis zum 27. April abgehalten. Zum allerersten Mal nahmen alle 53 Mitgliedstaaten der WHO-Region Europa teil und richteten ein breites Spektrum an bewusstseinsbildenden Aktivitäten zum Thema Impfungen aus.

### Europäische Impfwoche 2013
Die EIW 2013 fand vom 22. bis zum 27. April statt. Neben Aktivitäten zur Bewusstseinsbildung in der Öffentlichkeit, organisiert von einzelnen Mitgliedstaaten, leistete eine Reihe von Gastbloggern Beiträge zur Website der EIW-Kampagne, und zudem wurden Informationsmaterialien im Immunization Resource Centre auf der Webseite der WHO/Europa veröffentlicht. Kronprinzessin Mary von Dänemark, Schirmherrin des WHO-Regionalbüros für Europa, nahm zur Unterstützung der Europäischen Impfwoche und der Weltimpfwoche eine Videobotschaft auf. Der Narrative Bericht EIW 2013 bietet eine Zusammenfassung der Aktivitäten während der Europäischen Impfwoche 2013.

### Europäische Impfwoche 2014
Die EIW 2014 fand am 22. bis zum 26. April 2014 statt. Die Aktivitäten wurden unter dem EIW-Motto  „Vorbeugen, schützen, impfen“ zusammengefasst und konzentrierten sich auf den lebenslangen Impfschutz: im Säuglingsalter, der Kindheit, der Jugend, im Erwachsenenalter, als Eltern und im Alter. Eine Zusammenfassung der Aktivitäten, die stattgefunden haben, ist auf der WHO/Europa Webseite verfügbar.

### Europäische Impfwoche 2015
Die 10. Europäische Impfwoche unter dem Motto Vorbeugen. Schützen. Impfen fand vom 20. bis zum 25. April 2015 statt.

### Europäische Impfwoche 2016
Die Europäische Impfwoche 2016 fand vom 24. bis zum 30. April 2016 statt.

### Europäische Impfwoche 2017
Die Europäische Impfwoche 2017 fand vom 24. bis zum 30. April 2017 statt.

### Europäische Impfwoche 2018
Die Europäische Impfwoche 2018 fand vom 23. bis zum 29. April 2018 statt.

### Europäische Impfwoche 2019
Die Europäische Impfwoche 2019 fand vom 24. bis zum 30. April 2019 unter dem Motto Protected Together, #Vaccines Work (deutsch: Gemeinsam geschützt. Impfungen wirken) statt. Zielsetzung war, das Bewusstsein für den Nutzen von Impfungen zu stärken und auf die Rolle der verschiedenen Beteiligten am Impfprozess (zum Beispiel Eltern, Gesundheitsfachkräfte, Forscher) aufmerksam zu machen.